# Baalawitas
Los baalawitas o clan Ba 'Alawi (en árabe, آل باعلوي Al Ba 'Alawi, también reconocidos como آل أبي علوي Al Abi 'Alawi o بنو علوي Banu 'Alawi; autodenominados como السادة آل باعلوي al-Sādatu al-Bā'Alawi) son una tribu árabe hadramita sayyidí, originarios de Hadramaut, al suroeste de la Península arábiga. Trazan su linaje al imán sayyid Ahmad al-Muhajir bin Isa ar-Rumi, nacido en 873 d. C., que emigró de Basora a Hadhramaut en el 931 d. C. para evitar la violencia sectaria, incluida la invasión de las fuerzas cármatas al Califato abasí.

## Origen
La palabra sadah o sadat (en árabe: سادة, «señores») es una forma plural de la palabra árabe: سيد (sayyid, «señor», «jefe»), mientras que Ba 'Alawi o Bani' Alawi significa «descendientes de Alawi» (Bā es la forma dialectal hadhramautí para Bani, «tribu» o «familia»). Los baalawitas se consideran sayyids por ser supuestamente descendientes de sangre del profeta Mahoma, a través de Alawi bin Ubaidullah bin Ahmad al-Muhajir. En cambio, los sayyidís alawiníes (en árabe: العلويّن, al-'alawiyyin) se refiere a los descendientes de Ali Ibn Abi Tálib, de Husáin ibn Ali(sayyidís) y Hasan ibn Ali (jerife). Es decir, todas los baalawitas son alawiníes (por Husáin ibn Ali), pero no todos los alawiníes son baalawitas.
La tariqa de Ba 'Alawi (طريقة آل باعلوي) es una orden religiosa sufí fundada por uno de los descendientes de Ahmad al-Muhajir, Muhammad al-Faqih Muqaddam y que lleva el nombre y está estrechamente vinculada a la tribu Ba 'Alawi.
El nieto del imán al-Muhajir, Alawi, fue el primer sayyid que nació en Hadhramaut, y el único de los descendientes de imán al-Muhajir en producir una línea continua; Los linajes de los otros nietos del imán al-Muhajir, Basri y Jadid, fueron cortados tras de varias generaciones. En consecuencia, los descendientes del imán Al-Muhajir en Hadhramaut llevan el nombre de Bā 'Alawi («descendientes de Alawi»).
Los baalawitas han estado viviendo en Hadhramaut en el sur de Yemen, manteniendo el Credo sunita en la escuela fiqh Shafi'i. Al principio, el descendiente del imán al-Muhajir que se especializase en estudios islámicos era llamado Imam (imán), luego Sheikh (jeque), y finalmente Habib.
A partir del 1700 d. C. los baalawitas comenzaron a emigrar en masa de Hadhramaut a otros lugares, a menudo para practicar da'wah (misioneros islámicos). Sus viajes también los llevaron al sudeste asiático. Estos inmigrantes hadhrami se mezclaron con sus sociedades locales inusuales en la historia de las diásporas. Por ejemplo, la Casa de Jamalullail de Perlis desciende de los baalawitas. El erudito islámico Habib Salih de Lamu, en Kenia, también desciende de los baalawitas. En Indonesia, algunos de estos migrantes se casaron con mujeres locales (u hombres), a veces con la nobleza o incluso con familias reales, y sus descendientes se convirtieron en sultanes o reyes, como en el Sultanato de Pontianak o en el Sultanato de Siak Indrapura.

## Lectura complementaria
- Dostal, Walter. The Saints of Hadramawt..
- Dostal, Walter; Wolfgang Kraus, eds. (2005). Shattering Tradition: Custom, Law and the Individual in the Muslim Mediterranean. New York: I.B. Tauris. pp. 233–253.
- Manger, Leif, O (2010). The Hadrami Diaspora: Community-Building on the Indian Ocean Rim. Berghahn Books. ISBN 978-1-84545-742-6.
- Azra, Azyumardi (1994). The transmission of Islamic reformism to Indonesia : networks of Middle Eastern and Malay-Indonesian 'Ulama' in the seventeenth and eighteenth centuries. Ann Arbor, Mich: U.M.I.